# Lasioglossum sakagamii
Lasioglossum sakagamii là một loài Hymenoptera trong họ Halictidae. Loài này được Ebmer mô tả khoa học năm 1978.